# Mix FM Fortaleza
Mix FM Fortaleza é uma emissora de rádio brasileira sediada em Fortaleza, capital do estado do Ceará, que opera na frequência modulada de 107,5 MHz, outorgada na cidade de Cascavel, e é afiliada à Mix FM. Pertencente ao Sistema Ceará Agora de Comunicação, é oriunda da migração da Rádio Litoral, que operou até 2019 pelos 1 110 kHz, adotando então o nome Agora FM. Foi afiliada à Rede SomZoom Sat de 2017 a 2020, e até 2023 operou com grade local.

## História
A Rádio Litoral de Cascavel Ltda. foi aberta em 10 de agosto de 1978 e recebeu a concessão da frequência de 1 110 kHz em 28 de agosto de 1979. Em 2014, assim como diversas emissoras em AM do Ceará, solicitou ao Ministério das Comunicações a migração para a frequência modulada. Em janeiro de 2017, a estação foi adquirida pelo Sistema Ceará Agora de Comunicação e passou a retransmitir a Rede SomZoom Sat após esta perder o sinal na Grande Fortaleza com o fim da parceria com a Expresso FM. Em 3 de novembro de 2019, a emissora lançou a frequência modulada de 107,5 MHz, em caráter experimental. Em 2 de dezembro, passou a operar em definitivo, desativando a frequência AM e mudando sua identificação para Agora FM. Neste período, repetiu a programação da filial da SomZoom Sat em Russas.
Em fevereiro de 2020, a estação trocou a retransmissão da Rede SomZoom Sat por uma programação integralmente musical, do gênero adulto-contemporâneo. Em 1.º de março de 2021, a frequência foi arrendada à Jerusalém FM. A retransmissão foi encerrada em 1.º de maio, e a emissora retomou sua programação no dia seguinte com playlist musical popular. Ao longo de 2021, foram lançados programas em sua grade, gerada em Fortaleza.
Em abril de 2023, a Agora FM começou a veicular músicas pop com a identificação da Mix FM, e em junho, a rede confirmou a afiliação da emissora em meio à sua expansão nacional durante o ano. O Sistema Ceará Agora de Comunicação também é proprietário da Mix FM Sobral, lançada em janeiro do mesmo ano. A estreia, ocorrida no início da noite de 4 de setembro, marcou o retorno da Mix FM à Grande Fortaleza quase onze anos depois do fim da parceria com a 95,5 MHz da capital cearense, quando sua afiliada foi substituída pela Rádio O Povo CBN, em outubro de 2012. Seu primeiro programa local, que estreou no dia 11, é o Jornal da Mix, apresentado diariamente às manhãs por Ednardo Lemos com Luzenor de Oliveira, diretor do Sistema Ceará Agora, e Beto Almeida.